# 117
117 (CXVII) je bilo navadno leto, ki se je po julijanskem koledarju začelo na četrtek.

## Dogodki
- 1. januar

## Smrti
- Trajan, rimski cesar